# Plasne
Plasne ist eine Gemeinde im französischen Département Jura in der Region Bourgogne-Franche-Comté.

## Geographie
Plasne liegt auf 580 m, etwa 18 Kilometer nordöstlich der Stadt Lons-le-Saunier (Luftlinie). Das Dorf erstreckt sich im Jura, im westlichen Teil des Plateau Lédonien (erstes Juraplateau), an aussichtsreicher Lage hoch über dem Flachland der Saône.
Die Fläche des 7,76 km² großen Gemeindegebiets umfasst einen Abschnitt des französischen Juras. Das gesamte Gebiet wird von der Ebene des Plateau Lédonien eingenommen, die durchschnittlich auf 550 m liegt und teils von Acker- und Wiesland, teils von Wald bestanden ist. Mit 606 m wird auf einer Anhöhe nördlich des Dorfes die höchste Erhebung von Plasne erreicht. Das Plateau besitzt keine oberirdischen Fließgewässer, weil das Niederschlagswasser im verkarsteten Untergrund versickert. Die westliche Abgrenzung verläuft meist oberhalb des Steilabfalls zum Flachland der Saône. Nach Osten erstreckt sich das Gemeindeareal bis an den Rand des ausgedehnten Waldgebietes der Forêt de Poligny. 
Nachbargemeinden von Plasne sind Poligny im Norden (Berührungspunkt), Barretaine im Nordosten, Le Fied im Südosten, Frontenay im Süden sowie Miéry im Westen.

## Geschichte
Das Gemeindegebiet von Plasne war bereits während der gallorömischen Zeit besiedelt. Eine Kapelle wird im 13. Jahrhundert erstmals schriftlich belegt. Der Ortsname leitet sich vom französischen Wort plaine (Ebene) ab. Zusammen mit der Franche-Comté gelangte Plasne mit dem Frieden von Nimwegen 1678 an Frankreich.

## Sehenswürdigkeiten

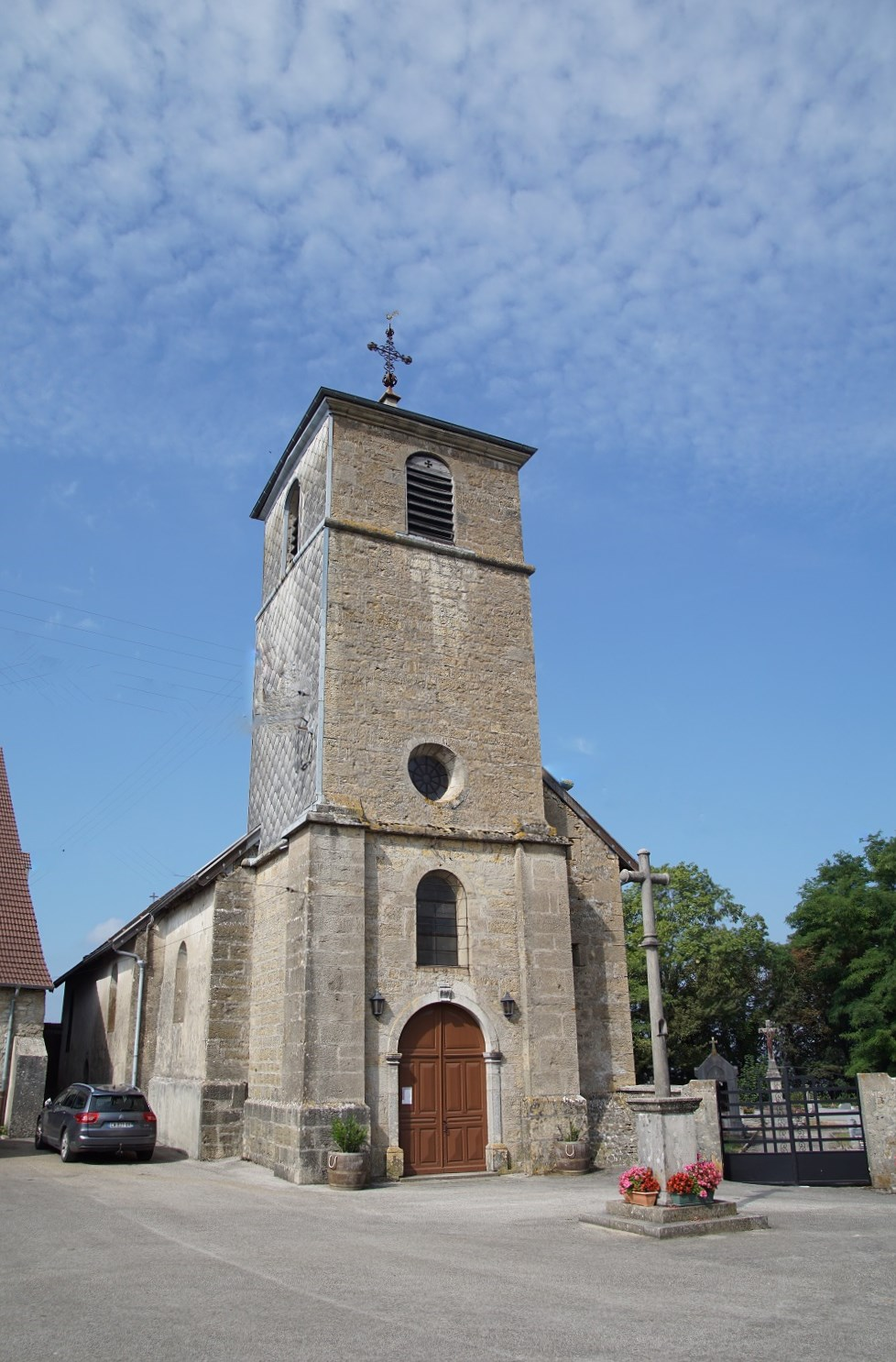
Kirche Saint-Donat

Die Dorfkirche Saint-Donat besitzt einen Turm, der im 18. Jahrhundert neu erbaut wurde.

## Bevölkerung
| Jahr                       | 1962 | 1968 | 1975 | 1982 | 1990 | 1999 | 2007 | 2017 |
| -------------------------- | ---- | ---- | ---- | ---- | ---- | ---- | ---- | ---- |
| Einwohner                  | 230  | 226  | 240  | 237  | 215  | 254  | 254  | 218  |
| Quellen: Cassini und INSEE |      |      |      |      |      |      |      |      |

Mit 201 Einwohnern (Stand 1. Januar 2022) gehört Plasne zu den kleinen Gemeinden des Départements Jura. Nachdem die Einwohnerzahl in der ersten Hälfte des 20. Jahrhunderts markant abgenommen hatte (1876 wurden noch 412 Personen gezählt), wurde seit Beginn der 1990er Jahre wieder ein leichtes Bevölkerungswachstum verzeichnet.

## Wirtschaft und Infrastruktur
Plasne war bis weit ins 20. Jahrhundert hinein ein vorwiegend durch die Landwirtschaft und die Forstwirtschaft geprägtes Dorf. Daneben gibt es heute einige Betriebe des lokalen Kleingewerbes. Mittlerweile hat sich das Dorf auch zu einer Wohngemeinde gewandelt. Viele Erwerbstätige sind Wegpendler, die in den größeren Ortschaften der Umgebung ihrer Arbeit nachgehen.
Die Ortschaft liegt abseits der größeren Durchgangsstraßen an einer Departementsstraße, die von Poligny nach Mirebel führt. Weitere Straßenverbindungen bestehen mit Le Fied, Château-Chalon und Barretaine.